# Tích tự do
Trong toán học, cụ thể là lý thuyết nhóm, tích tự do là một kiến tạo từ hai nhóm {\displaystyle G} và {\displaystyle H}, cho kết quả là một nhóm mới {\displaystyle G\ast H} (xem xây dựng ở dưới).
Tích tự do xuất hiện trong tô pô đại số, cụ thể là định lý van Kampen, phát biểu rằng nhóm cơ bản của không gian hợp của hai không gian tôpô liên thông đường có giao liên thông đường là tích tự do hỗn hống của các nhóm cơ bản tương ứng. Nói riêng, nhóm cơ bản của tổng nêm của hai không gian (tức là không gian hợp thu được bằng cách nối hai không gian với nhau tại một điểm - i.e. giao của hai không gian con là không gian đơn điểm) chính là tích tự do của các nhóm cơ bản tương ứng.

## Xây dựng
Nếu G và H là nhóm, một từ trong G và H là một tích có dạng
{\displaystyle s_{1}s_{2}\cdots s_{n},}
trong đó mỗi si là một phần tử của G hoặc một phần tử của H. Một từ như vậy có thể được rút gọn bằng cách sử dụng các phép toán sau đây:
- Xóa một phần tử đơn vị (của G hoặc H).
- Thay thế một cặp dạng g1g2 bằng tích của chúng trong G hoặc một cặp h1h2 bằng tích của chúng trong H.

Mỗi từ rút gọn là một tích xen kẽ các phần tử của G và H, ví dụ
{\displaystyle g_{1}h_{1}g_{2}h_{2}\cdots g_{k}h_{k}.}
Tích tự do {\displaystyle G\ast H} là nhóm có các phần tử là các từ rút gọn trong G và H, có phép toán nhân là phép nối các từ.
Ví dụ: nếu G là nhóm cyclic vô hạn {\displaystyle \langle x\rangle } và H là nhóm cyclic vô hạn {\displaystyle \langle y\rangle }, thì mọi phần tử của {\displaystyle G\ast H} là một tích xen kẽ các lũy thừa của x với các lũy thừa của y. Trong trường hợp này, {\displaystyle G\ast H} đẳng cấu với nhóm tự do sinh bởi x và y.

## Biểu thị
Giả sử rằng
{\displaystyle G=\langle S_{G}\mid R_{G}\rangle }
là một biểu thị nhóm cho G (trong đó SG là một tập hợp sinh và RG là một tập hợp các quan hệ) và giả sử rằng
{\displaystyle H=\langle S_{H}\mid R_{H}\rangle }
là một biểu thị nhóm cho H. Thế thì
{\displaystyle G*H=\langle S_{G}\cup S_{H}\mid R_{G}\cup R_{H}\rangle .}

## Tổng quát hóa: Tích tự do hỗn hống
Kiến tạo tổng quát hơn được gọi là tích tự do hỗn hống được xây dựng như sau. Cho trước các nhóm {\displaystyle G} và {\displaystyle H} cùng với các đồng cấu đơn ánh:
{\displaystyle \varphi :F\rightarrow G\ \,} và {\displaystyle \ \,\psi :F\rightarrow H,}
ở đây {\displaystyle F} là một nhóm tùy ý (là thành phần hỗn hống trong tích tự do hỗn hống). Xuất phát từ tích tự do {\displaystyle G*H} và thêm vào các quan hệ
{\displaystyle \varphi (f)\psi (f)^{-1}=1}
với mọi {\displaystyle f} trong {\displaystyle F}. Nói cách khác, xét nhóm con chuẩn tắc nhỏ nhất {\displaystyle N} của {\displaystyle G*H} chứa tất cả các phần tử ở vế trái của phương trình trên. Tích hỗn hống của {\displaystyle G} và {\displaystyle H}, đối với {\displaystyle \varphi } và {\displaystyle \psi }, là nhóm thương
{\displaystyle (G*H)/N.\,}
Hỗn hống đã đồng nhất {\displaystyle \varphi (F)} trong {\displaystyle G} với {\displaystyle \psi (F)} trong {\displaystyle H}. Đây là một kiến tạo được sử dụng để tính nhóm cơ bản của hai không gian được gắn với nhau theo một không gian con, với {\displaystyle F} đóng vai trò nhóm cơ bản của không gian con. Xem: Định lý Seifert-van Kampen.
Nếu thành phần hỗn hống là nhóm tầm thường, ta thu được tích tự do.